# José Luis García (futbolista)
José Luis García (Isidro Casanova, Buenos Aires,18 de abril de 1985)  es un futbolista argentino. Se desempeña como enganche y actualmente se desempeña en el Club Atlético Argentino de Quilmes.

## Trayectoria

### San Lorenzo de Almagro
A los 17 lo subieron para integrar el plantel de Primera de San Lorenzo (se lo comparaba con Romagnoli), aunque tapado por otros enlaces de más categoría, entre ellos el ‘Pipi’, apenas dispuso de algunos minutos en la temporada 2003/2004 cuando debutó bajo la conducción técnica de Rubén Insúa en una recordada victoria por 4 a 0 en un clásico ante Huracán. 

### Olimpo de Bahía Blanca
Sin mucho lugar en el cuervo, fue uno de los tantos que se sumó a préstamo en julio del 2005 a Olimpo de Bahía Blanca, equipo con el cual descendió al Nacional B en el 2006 sin poder consolidarse como titular. 

### Paso por el Extranjero
Tras pasar por el equipo bahiense, en 2006, recaló un semestre por el Monarcas Morelia del ascenso de México y en enero del 2007 llegó a la Universidad de Chile, donde el administrador del club, José Manuel Edwards, no tenía ni idea de qué jugaba. “Es un lateral izquierdo”, dijo cuando lo presentó y García lo corrigió de inmediato: “Juego como enganche o volante de salida, en medio de los dos puntas, aunque un poco retrasado”. De más está decir que la imagen que dejó en sus cinco partidos fue pésima.
Tras el fiasco en el fútbol trasandino se sumó al Sportivo Luqueño de Paraguay y en la primera mitad del 2008 se volvió a calzar una casaca aurinegra a bastones, pero esta vez jugando para el Municipal Liberia, un equipo del montón de la ignota liga costarricense.
En junio de 2008 recala en el “Viejo Continente”, firmó con el FC Timişoara de Rumania donde juega un par de partidos; apenas sumó 180 minutos por el campeonato y solo un minuto en la Copa de Rumania. Después ficha por el Gloria Buzau del mismo país, para regresar al Timisoara y fichar por Almirante Brown.

### Almirante Brown y Rosario Central
En la temporada 2009-10 disputó 31 partidos para la “fragata” y marcó 3 goles.
Para el comienzo del campeonato del Nacional B 2010-11, llaga a préstamo para jugar en Atlético Tucumán, pero solo estuvo en el Decano una semana, ya que por problemas personales (su esposa e hija de 8 meses no lo quisieron acompañar a Tucumán) rompe el contrato y regresa a Almirante.
Luego de su frustrado pase por Atlético, en julio de 2010, vuelve al equipo de Blas Armando Giunta para jugar allí las temporada del Nacional B 2010-11 y 2011-12, temporadas en donde encuentra su mejor rendimiento. Jugó más de 60 encuentros entre los dos torneos, convirtió 6 goles y fue el encargado de jugar y hacer jugar.
García, un enganche que se puede desempeñar por el carril izquierdo o como lo hizo en el último torneo de la Primera B Nacional, en La Fragata donde actuó muchas veces como mediapunta, llegó al Club Atlético Rosario Central a préstamo por un año, con opción a compra, para disputar la temporada 2012-13.
En el corto plazo en el que defendió la camiseta auriazul, García solamente participó en los partidos frente a Huracán, Banfield y Boca Unidos, en todos los encuentros no llegó a completar los 90 minutos. No convirtió goles.
Su bajo rendimiento y la poca continuidad sumado a inconvenientes familiares, hicieron que el "Pipi" decidiera marcharse y volver al único club donde rindió, Club Almirante Brown, para disputar la segunda parte del torneo Nacional B 2012-2013.

### Patronato e Instituto
A mediados de 2013 es contratado por el Club Atlético Patronato de la Juventud Católica de la Primera B Nacional. Marcó 3 goles en 26 partidos disputados y allí adquirió la continuidad que había perdido en su paso por Rosario Central.
En el segundo semestre de 2014 fichó para el Instituto Atlético Central Córdoba de la Primera B Nacional. Jugó en 13 de los 20 partidos que disputó su equipo y marcó 1 gol.

## Clubes
| Club                   | País       | Año       | PJ | Goles |
| ---------------------- | ---------- | --------- | -- | ----- |
| San Lorenzo            | Argentina  | 2002-2005 | 3  | 0     |
| Olimpo de Bahía Blanca | Argentina  | 2005-2006 | 11 | 0     |
| Morelia                | México     | 2006      | 14 | 2     |
| Universidad de Chile   | Chile      | 2007      | 15 | 2     |
| Sportivo Luqueño       | Paraguay   | 2007      | 13 | 1     |
| Municipal Liberia      | Costa Rica | 2008      | 14 | 2     |
| FC Timişoara           | Rumania    | 2008-2009 | 16 | 0     |
| Gloria Buzau           | Rumania    | 2009      | 7  | 0     |
| Almirante Brown        | Argentina  | 2009-2012 | 59 | 6     |
| Rosario Central        | Argentina  | 2012      | 9  | 0     |
| Almirante Brown        | Argentina  | 2013      | 11 | 1     |
| Patronato              | Argentina  | 2013-2014 | 27 | 3     |
| Instituto              | Argentina  | 2014-2016 | 46 | 1     |
| Acassuso               | Argentina  | 2016      | 13 | 1     |
| Magallanes             | Chile      | 2017-2018 | 49 | 8     |
| Almirante Brown        | Argentina  | 2019-2024 | 87 | 5     |
| Argentino de Quilmes   | Argentina  | 2024-Act. |    |       |

## Palmarés
- 1 Torneo Proyección 2006 (San Lorenzo)
- Campeonato de la primera B metropolitana 09/10 (Almirante Brown)
- Campeonato de la B nacional 12/13 (Rosario Central)
- campeonato apertura de la primera B metropolitana 2019 (Almirante Brown)
- Campeonato transición y ascenso a la primera nacional 2020 (Almirante Brown)